# (167960) Rudzikas
(167960) Rudzikas est un astéroïde de la ceinture principale.

## Description
(167960) Rudzikas est un astéroïde de la ceinture principale. Il fut découvert le 13 mars 2005 à Moletai par Kazimieras Černis et Justas Zdanavičius. Il présente une orbite caractérisée par un demi-grand axe de 3,00 UA, une excentricité de 0,08 et une inclinaison de 9,8° par rapport à l'écliptique.

## Compléments